# Lamberto II de Lovaina
Lamberto II (fallecido en Tournai, el 19 de junio de 1054) fue conde de Lovaina entre 1033 y 1054. Era hijo de Lamberto I de Lovaina y Gerberga, hija de Carlos de Baja Lorena.
Según la Vita Gudilae (registrada entre 1048 y 1051), Lamberto sucedió a su hermano Enrique como conde de Lovaina. Enfrentado tanto a autoridades temporales como espirituales, en 1054 Lamberto se rebeló contra el emperador Enrique III, siendo derrotado y muerto en Tournai.
Durante su mandato comenzó el desarrollo de Bruselas. Lamberto dispuso el traslado de los restos de Santa Gúdula a la iglesia de San Miguel que, conos años, se convertiría en la Catedral de los Santos Miguel y Gúdula. Igualmente, en esos mismos años se construyó una fortaleza en la colina de Coudenberg en el emplazamiento actual del Palacio de Coudenberg.
Lamberto II murió en 1054.

## Familia
Lamberto de Lovaina se casó con Uda de Lorena (también llamada Oda de Verdún), hija de Gotelón I, duque de Lorena .  Sus hijos fueron:
- Enrique II, conde de Lovaina,[3] esposo de Adela de Orthen, hija de Everardo de Orthen (o Betuwe).
- Adela de Lovaina, esposa de Otón I de Meissen, conde de Weimar[4] y en segundas nupcias con Dedo I de Lusacia, margrave de Sajonia Ostmark .
- Reinado de Rainiero de Lovaina. Murió en la batalla de Hesbaye en 1077.